# Ha-Solelim
Ha-Solelim (hebrejsky הַסּוֹלְלִים‎, anglicky HaSolelim) je vesnice typu kibuc v Izraeli, v Severním distriktu, v oblastní radě Jizre'elské údolí.

## Geografie
Leží v nadmořské výšce 182 metrů na pahorcích Dolní Galileje, nedaleko jihozápadního okraje Bejtnetofského údolí, které končí umělou vodní nádrží Ma'agar Bejt Netofa. Od údolí je ale obec oddělena rozsáhlým lesním komplexem Ja'ar Cipori (někdy v tomto úseku zván též Ja'ar ha-Solelim), který pokrývá zvlněnou krajinu s pahorky Har Chija a Micpe Rejš Lakiš. Z údolí Bejt Netofa vytéká po západní straně obce vádí Nachal Jiftach'el, jež tu pod horou Har Jiftach'el ústí do toku Nachal Cipori přitékajícího podél jižní strany obce.
Vesnice se nachází přibližně 8 km severozápadně od Nazaretu, 85 km severovýchodně od centra Tel Avivu a 25 km východně od Haify. Ha-Solelim obývají Židé, přičemž osídlení v tomto regionu je převážně arabské. Rozkládají se tu četná sídla obývaná izraelskými Araby, včetně aglomerace Nazaretu. Mezi nimi jsou ale rozptýleny menší židovské vesnice, které zde vytvářejí územně souvislý blok (obsahuje dále vesnice Chanaton, Cipori, Šimšit, Alon ha-Galil, Giv'at Ela a Hoša'aja)
Ha-Solelim je na dopravní síť napojen pomocí dálnice číslo 79, která se tu kříží s dálnicí číslo 77.

## Dějiny
Ha-Solelim byl založen v roce 1949. Skupina zakladatelů kibucu se zformovala už roku 1943 a tvořili ji členové mládežnické tělovýchovné organizace Makabi ha-cair, které doplnili členové jednotek Palmach. Po několik let pak provizorně působili v přípravném táboře poblíž města Ra'anana. V roce 1949 se skupina rozšířila o nové židovské přistěhovalce z USA a usadila se v nynější lokalitě. Do té doby zde byla jen jediná židovská osada (mošav Cipori). Až do 80. let 20. století zde byly pouze tyto dvě osady, teprve pak se blok židovských vesnic rozrostl i o další obce. Na osidlování vesnice se podíleli členové mládežnického hnutí ha-No'ar ha-cijoni.
Ekonomika kibucu je založena na zemědělství, průmyslu a turistickém ruchu. Část obyvatel dojíždí za prací mimo obec. Koncem 90. let 20. století začala výstavba nové obytné čtvrtě Nof Alonim (נוף אלונים‎) se 115 domy, jež byla dobudovaná roku 2003.

## Demografie
Obyvatelstvo kibucu ha-Solelim je sekulární. Podle údajů z roku 2014 tvořili naprostou většinu obyvatel v ha-Solelim Židé (včetně statistické kategorie „ostatní“, která zahrnuje nearabské obyvatele židovského původu, ale bez formální příslušnosti k židovskému náboženství).
Jde o menší sídlo vesnického typu s dlouhodobě rostoucí populací. K 31. prosinci 2014 zde žilo 871 lidí. Během roku 2014 populace stoupla o 6,0 %.
| Rok            | 1961 | 1972 | 1983 | 1995 | 2001 | 2003 | 2004 | 2005 | 2006 | 2007 | 2008 | 2009 | 2010 | 2011 | 2012 | 2013 | 2014 |
| -------------- | ---- | ---- | ---- | ---- | ---- | ---- | ---- | ---- | ---- | ---- | ---- | ---- | ---- | ---- | ---- | ---- | ---- |
| Počet obyvatel | 128  | 200  | 210  | 266  | 397  | 651  | 697  | 702  | 716  | 758  | 780  | 791  | 808  | 838  | 820  | 822  | 871  |